# Wigberto Tañada

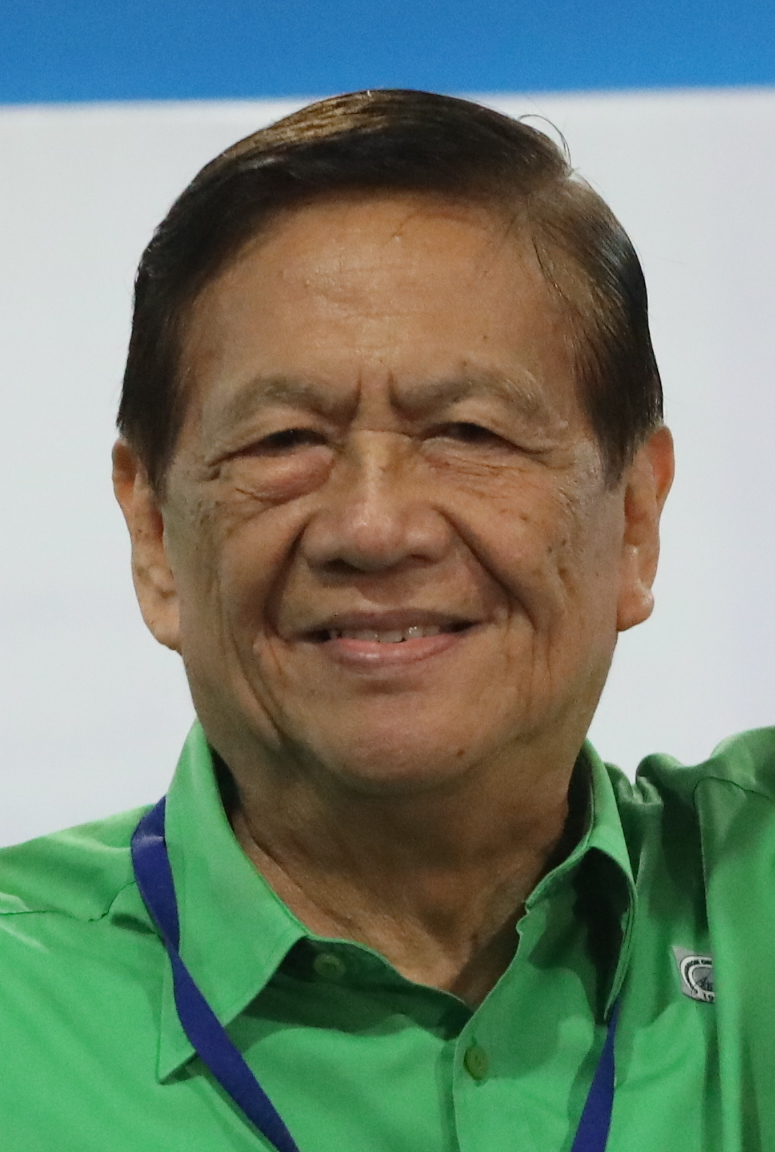
Wigberto Tañada in 2018

Wigberto "Bobby" Tañada (Gumaca, 13 augustus 1934) is een voormalig Filipijns politicus. Tañada was van 1987 tot 1995 lid van de Filipijnse senaat. Aansluitend was hij zes jaar lang afgevaardigde namens het vierde kiesdistrict van de provincie Quezon in het Filipijns Huis van Afgevaardigden. Tañada is een zoon van voormalig senator Lorenzo Tañada.

## Biografie
Wigberto Tañada werd op 13 augustus 1934 geboren in de gemeente Gumaca. Zijn vader Lorenzo Tañada was senator. Tañada volgde middelbaar onderwijs aan de Ateneo de Manila. In 1956 behaalde hij zijn Bachelor of Arts aan hetzelfde instituut en drie jaar later zijn diploma rechten aan de Manuel L. Quezon University. Na het behalen van zijn diploma vertrok hij naar de Verenigde Staten om rechten te studeren aan Harvard Law School, waar hij in 1962 het diploma Masters of Law behaalde. Terug in de Filipijnen slaagde hij voor het toelatingsexamen van de Filipijnse balie. Na zijn opleiding van hij van 1964 - 1969 was Tañada docent rechten aan de Manuel L. Quezon University. In 1970 begon hij het advocatenkantoor Tañada, Vivo & Tan Law Offices. 
Op 7 maart 1986 werd Tañada benoemd tot commissioner (hoogste baas) van het Bureau of Customs. Bij de verkiezingen van 1987 deed hij met succes mee aan de verkiezingen voor de Filipijnse Senaat. Ook werd hij in hetzelfde jaar lid van de Judicial Bar Council. In 1991 was hij een van de twaalf senatoren die tegen het verlengen van de miliatire aanwezigheid van de Verenigde Staten op de Filipijnen stemden. Hierdoor moesten de Amerikanen de grote marine en luchtmachtbasissen, waaronder Subic Bay Naval Base verlaten. Bij de verkiezingen van 1992 werd hij voor drie jaar herkozen. Het jaar erop werd hij door zijn partijgenoten gekozen tot president van de Liberal Party. Na zijn termijn als senator was hij van 1995 tot 2001 afgevaardigde namens het vierde kiesdistrict van de provincie Quezon in het Filipijns Huis van Afgevaardigden. Bij de verkiezingen van 2001 werd hij niet herkozen en verliet hij de politiek.

## Privéleven
Tañada is getrouwd met Azucena Reyes. Samen kregen ze vier kinderen, twee zoons en twee dochters.